# Ройтберг, Михаил Абрамович
Михаил Абрамович Ройтберг (27 декабря 1952 — 16 августа 2017) — советский и российский учёный, доктор физико-математических наук, профессор.

## Биография
В 1974 году с отличием окончил механико-математический факультет МГУ. С 21 октября 1974 года начал работать в Институте математических проблем биологии АН СССР стажёром–исследователем, затем на других должностях. В 2007 году стал заведующим Лабораторией прикладной математики Института.
В 1986 защитил кандидатскую, а в 2010 докторскую диссертации. В 1997 стал лауреатом премии имени А. А. Баева Российской программы «Геном человека». Является автором и со-автором более 100 научных публикаций.
Заведовал кафедрой алгоритмов и технологий программирования ФИВТ МФТИ, был профессором базовой кафедры Яндекса и членом учёных советов факультета компьютерных наук ВШЭ и Физтех-школы прикладной математики и информатики МФТИ, был ведущим научным сотрудником НИИСИ РАН. На протяжении многих лет возглавлял Зимнюю Пущинскую школу, также регулярно выступал на Летней математической школе, Красноярской летней школе и Школе молекулярной и теоретической биологии, преподавал в Школе анализа данных Яндекса, был председателем и заместителем председателя федеральной предметной комиссии ЕГЭ по информатике, проводил лекции для учителей информатики, неоднократно являлся председателем организационных комитетов международных конференций.
Умер во время операции по удалению раковой опухоли.